# Lokomotiva 130

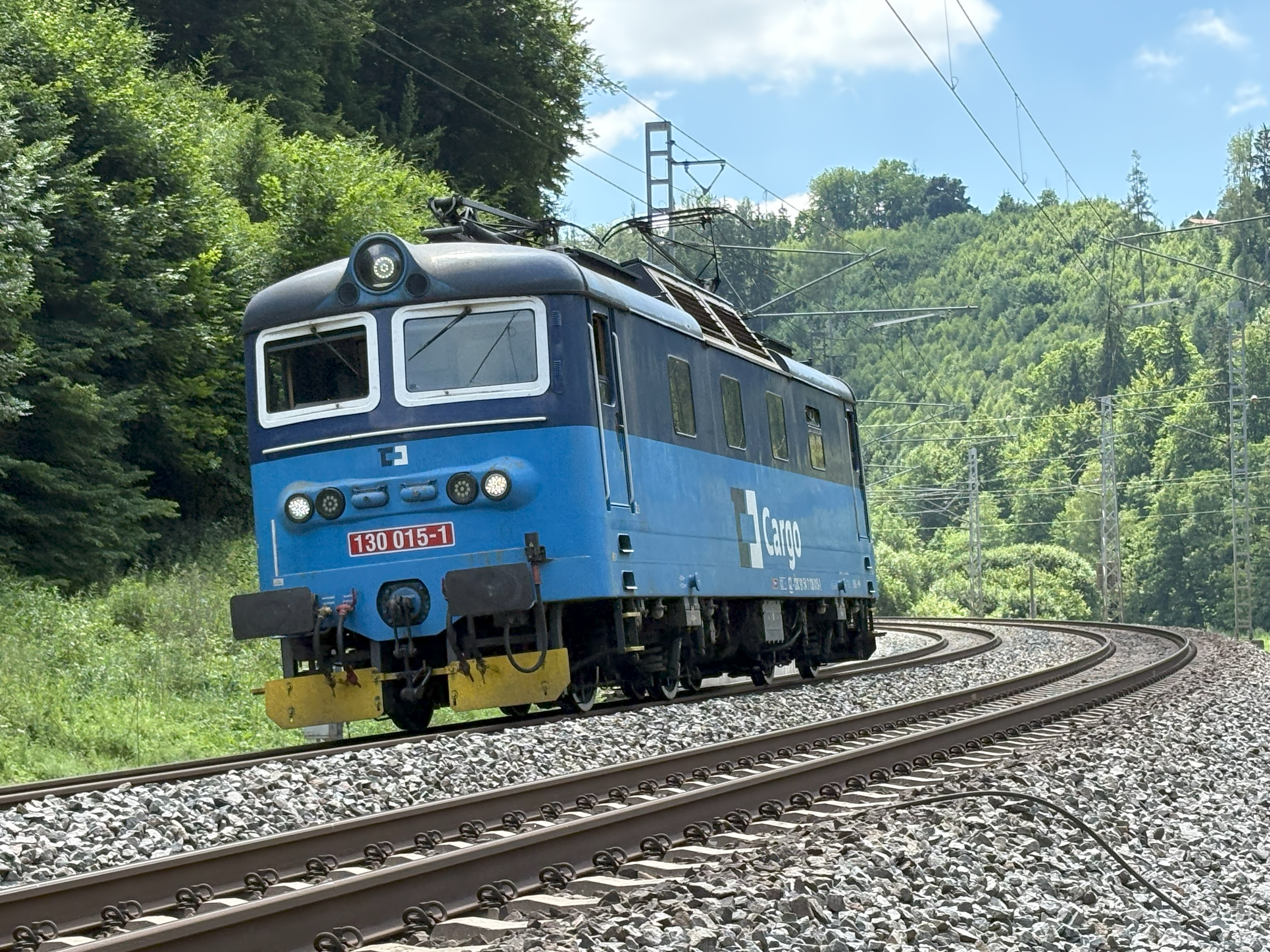
Lokomotiva 130.015 při odjezdu z Ústí nad Orlicí směr Bezpráví

Lokomotiva řady 130 je univerzální stejnosměrná jednosystémová elektrická lokomotiva, přezdívaná „hrbatá“ nebo též „velbloud“, a to podle skříně ventilátorů na střeše. Tato lokomotiva je vývojovým mezistupněm mezi lokomotivami Škoda první a druhé generace, zejména díky použití fechralových, trvale zatížitelných odporníků. K první generaci ji naopak řadí starší odporová regulace výkonu. Lokomotivy této řady byly vyráběny Škodou Plzeň v roce 1977 (tovární typ 79E, původní označení řady E 479.0).

## Historie
V roce 1971 započal ve Škodě vývoj nových lokomotiv druhé generace. S pokračující elektrizací tratí narůstala potřeba stejnosměrných lokomotiv, dokončení vývoje nové generace ale bylo v nedohledu. Proto v roce 1974 zadaly tehdejší ČSD Škodě výrobu 40 kusů univerzálních elektrických lokomotiv ještě s odporovou regulací, na kterých však již měly být využity některé hotové celky projektovaných lokomotiv druhé generace (zejména zmíněný fechralový odporník). Později bylo objednáno dalších 14 kusů pro uhelné dráhy Dolů Nástup Tušimice.
Vzhledem k zavádění zabezpečovače European Train Control System (ETCS) na českých tratích zadalo ČD Cargo vybavení 41 kusů řady 130 mobilní části ETCS Level 2, Baseline 3 s předpokládaným dokončením 31. března 2023.

## Technický popis
Lokomotivy mají odporovou regulaci výkonu využívající dlouhodobě zatížitelné fechralové odporníky. Systém řízení umožňuje mnohočlenné řízení až čtyř spřažených lokomotiv, v praxi se však nikdy nepoužívalo spřažení více než dvou lokomotiv. Dalším rozdílem proti starším řadám nákladních lokomotiv (121, 122, 123) je použití moderních polopantografů. Pro zvýšení univerzálnosti a možnost nasazení v osobní dopravě je maximální rychlost zvýšena na 100 km/h.

## Provoz

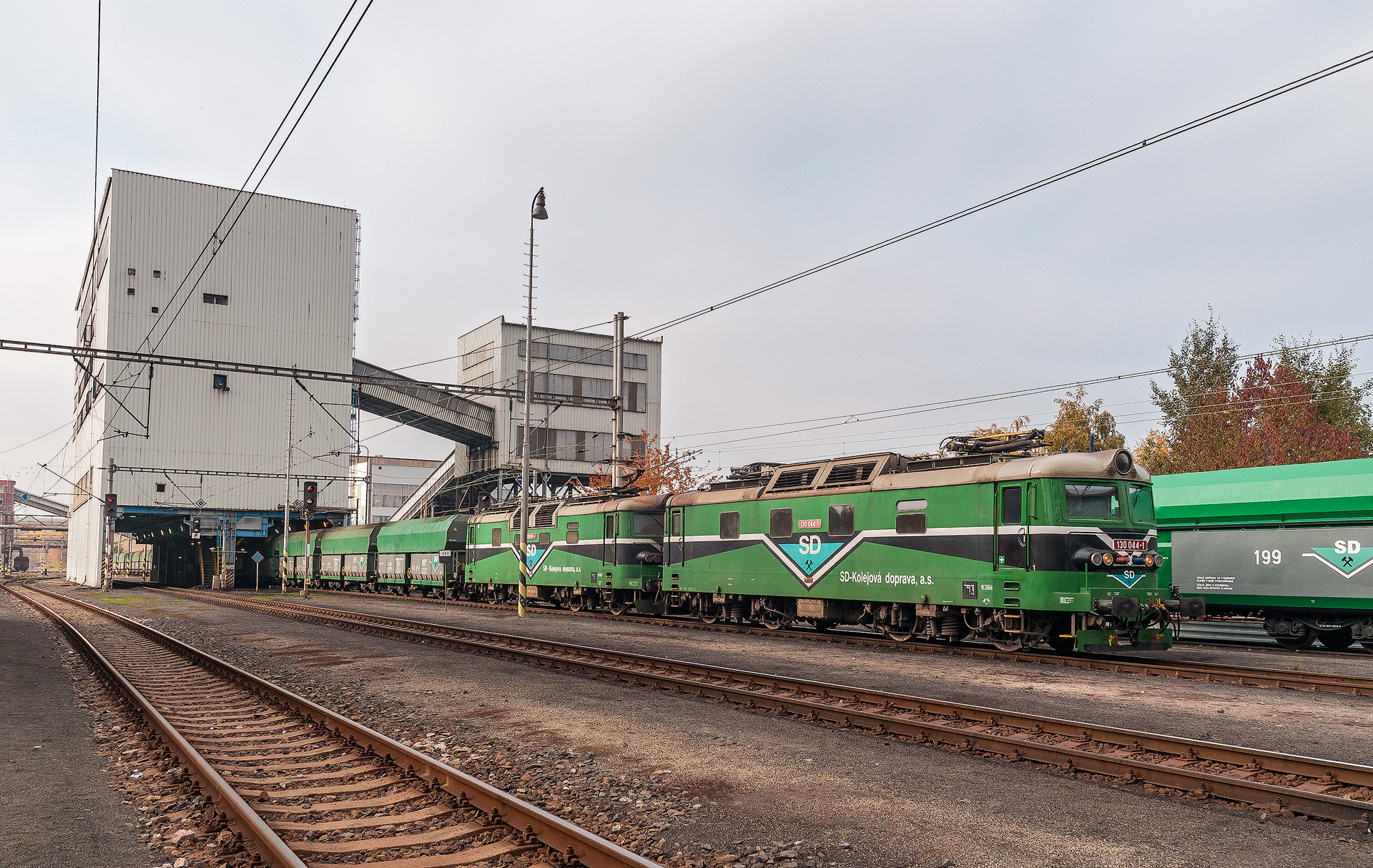
Dvojice lokomotiv řady 130 společnosti SD–KD v Tušimicích

Všech 40 lokomotiv ČSD bylo v roce 1977 z výroby dodáno do LD Česká Třebová, kde zajišťovaly vozbu osobních i nákladních vlaků. V roce 2006 pak byla část strojů předána do DKV Ostrava, PJ Bohumín. S rozdělením Českých drah byly všechny lokomotivy této řady předány dceřiné společnosti ČD Cargo, u které byly dislokovány v SOKV Ostrava. Depo Česká Třebová na nich však díky svým dlouholetým zkušenostem provádělo některé větší opravy.
Ve stejném roce byly lokomotivy dodány Severočeským hnědouhelným dolům, o.z. Doly Nástup Tušimice. Jelikož se však stavba uhelné dráhy zdržela, byly stroje zapůjčeny ČSD a provozovány v LD Ostrava. Mezi lety 1978 a 1981 byly po dokončení trati postupně vraceny svému majiteli. Díky poklesu přeprav byl v roce 2004 stroj 130.042 prodán ČD, stroj čísla 049 Viamontu (po majetkových změnách je nakonec ve vlastnictví PKP Cargo International). Lokomotiva 130.043 se srazila v roce 1994 s nákladním automobilem u Kadaně a byla zrušena, zbylých 11 strojů je stále v provozu ve vlastnictví nástupnické společnosti DNT, firmy SD – Kolejová doprava. Tamní lokomotivy slouží především ve vozbě vlaků s uhlím po tzv. Kadaňsko-tušimické dráze, která vede do Elektráren Prunéřov. Taktéž zásobují uhlím elektrárnu Mělník a jsou používány i na jiných výkonech.

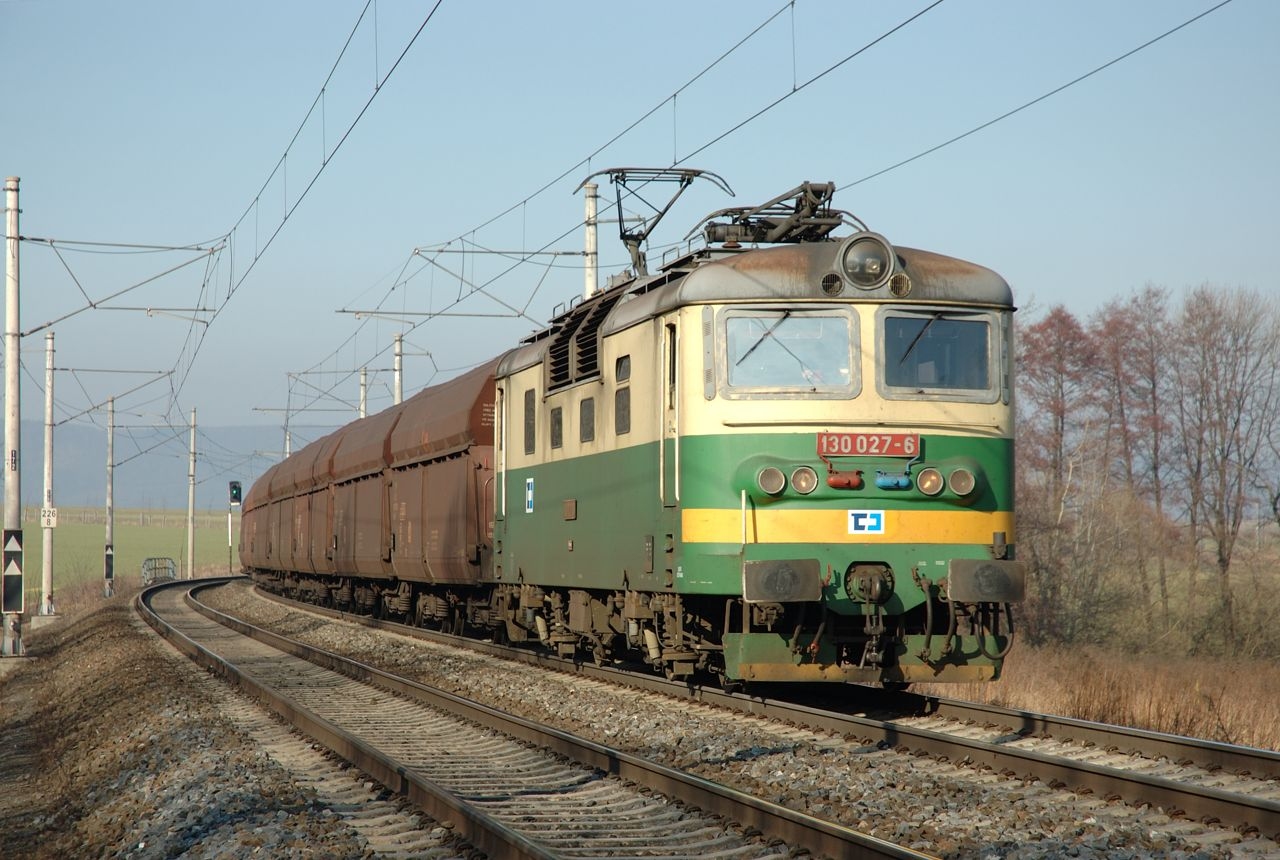
Nákladní vlak ČD Cargo tažený lokomotivou 130.027

Dvě lokomotivy pronajaté v letech 2004–2009 Transodě byly v Polsku značeny jako řada ET11. Mezi lety 2010–2012 byly čtyři lokomotivy společnosti ČD Cargo upraveny pro provoz v Polsku a pronajaty dceřiné společnosti CD Cargo Poland.

## Provozované lokomotivy
V současnosti[kdy?] je příslušnost lokomotiv k dopravcům následující: 
ČD Cargo: 130.001–002, 004–012, 014–017, 020–040, 042

CD Cargo Poland: 130.003, 013, 018, 019

SD–KD: 130.041, 044–048, 050–054

PKPCI: 130.049

(Lokomotivy označené kurzívou má daná firma v nájmu.)